# 三氟化镅
三氟化镅是镅的一种氟化物，化学式 AmF3。

## 制备
三氟化镅可以由镅(III)的水溶液和氟化物在弱酸中反应而成。
{\displaystyle {\ce {Am^3+(aq) + 3 F^- (aq) -> AmF3 (s) v}}}
它也可以由氢氧化镅(III)在 600–750 °C ，HF/O2 的 1:1混合气体中反应而成。
{\displaystyle {\ce {Am(OH)3 + 3 HF -> AmF3 + 3 H2O}}}

## 性质
三氟化镅是一种粉红色固体，熔点 1393 °C。它是氟化镧结构的，晶格参数 a = 704.4 pm 和c = 722.5 pm。 每个镅原子都被九个氟原子包围，形成三侧锥三角柱。

## 反应
金属镅可以通过三氟化镅被金属钡还原而成。
{\displaystyle {\ce {2 AmF3 + 3 Ba -> 2 Am + 3 BaF2}}}

## 扩展阅读
- Wolfgang H. Runde, Wallace W. Schulz: Americium （页面存档备份，存于）, in: Lester R. Morss, Norman M. Edelstein, Jean Fuger (Hrsg.): The Chemistry of the Actinide and Transactinide Elements, Springer, Dordrecht 2006; ISBN 1-4020-3555-1, S. 1265–1395 (doi:10.1007/1-4020-3598-5_8).